# Polycarpaea spicata
Polycarpaea spicata är en nejlikväxtart som beskrevs av George Arnott Walker Arnott. Polycarpaea spicata ingår i släktet Polycarpaea och familjen nejlikväxter. Inga underarter finns listade i Catalogue of Life.